# Desencuentro
Desencuentro es una telenovela mexicana producida por Ernesto Alonso para Televisa en 1997 y 1998, protagonizada por Daniela Castro, Juan Ferrara y Ernesto Laguardia, con las actuaciones antagónicas de Juan Peláez, Luz María Jerez y Oscar Traven  con las actuaciones estelares de Alma Muriel, María Victoria, Miguel Pizarro, Juan Manuel Bernal, Leticia Perdigón y Emilia Carranza.

## Argumento
"Andrés Rivera" fueron las últimas palabras que Victoria San Román (Daniela Castro) escuchó de su padre, pocas horas antes de que este falleciera en un misterioso accidente automovilístico. La muerte de Alfredo San Román (Manuel Ojeda) es la primera en una serie de tragedias que cambiarán la vida de la joven Victoria.
Pocos días después del sepelio, Victoria se entera de que la fortuna de su padre ya no existe. Su padrino, Esteban Aguirre (Juan Peláez), le informa que su padre pedía dinero a altísimos intereses a un desconocido prestamista, quien finalmente se quedó con todo. Ella sospecha que el hombre que arruinó a su padre es Andrés Rivera, pero nada puede hacer al respecto.
Reducida de la noche a la mañana a la más abyecta miseria, Victoria aún deberá sufrir el rechazo de Sergio (Juan Manuel Bernal), su joven prometido quien, instigado por su ambicioso tío Fernando (Eugenio Cobo), rompe su compromiso con ella al enterarse de que ha perdido su fortuna. Las únicas personas que le brindan su apoyo son Julia y Lolita, su nana y la hija de esta, quien es amiga de Victoria desde la infancia. Rechazando la hospitalidad de su padrino Esteban, la joven resuelve irse con Julia a la Ciudad de México para iniciar una nueva vida en una humilde vecindad.
Ahí, en el colorido ambiente de la vecindad, Victoria conoce a Luis Torres (Ernesto Laguardia), un joven bombero que ha quedado viudo y que vive con su pequeña hija Maru. Luis es generoso, tierno y positivo. A pesar de estar dolida por el abandono de Sergio, la joven se enamora del valiente bombero y él de ella. Pero la pequeña Maru no está dispuesta a compartir el amor de su padre con nadie.
Por recomendación de Esteban, Victoria entra a trabajar en los almacenes Rivera, donde se encuentra frente a frente con el hombre a quien culpa de la destrucción de su padre y en su corazón comienza a crecer un deseo de venganza, Andrés Rivera (Juan Ferrara) es un hombre de casi cincuenta años, poderoso y déspota. Él y su esposa Valentina (Alma Muriel) tuvieron la desgracia de perder a su hijo, David (Kuno Becker), un muchacho de 20 años en un accidente de motocicleta. El terrible dolor ha hecho que Valentina se refugie en su fantasía y cree ver y hablar con su difunto hijo. Aun cuando sigue amando a Andrés, no puede evitar culparlo de la muerte de David, ya que él le regaló la motocicleta. Ante el rechazo de su esposa, Andrés comienza a rendirse ante los encantos de la bella y dulce Victoria.
Desencuentro es una historia de amor, del amor que dos hombres diferentes entre sí sienten por la misma mujer. Es el drama de una joven atrapada entre el amor y el odio, en una ciudad que la atemoriza a la vez que la cautiva con sus paisajes, su música y sus pintorescos personajes. Es también un siniestro misterio que Victoria tendrá que desentrañar para llegar por fin a un encuentro consigo misma, con la realidad y con el verdadero amor

## Elenco
- Daniela Castro - Victoria San Román Jiménez
- Juan Ferrara - Andrés Rivera
- Ernesto Laguardia - Luis Torres
- Alma Muriel - Valentina Quintana de Rivera
- Juan Peláez - Esteban Aguirre
- María Victoria - Julia
- Miguel Pizarro - Toni
- Juan Manuel Bernal - Sergio Estévez
- Luz María Jerez - Sandra Lombardo
- Leticia Perdigón - Chaquira
- Sergio Ramos "El Comanche" - Rufino
- Emilia Carranza - Inés Altamirano
- María Eugenia Ríos - Queta
- Manuel Ojeda - Alfredo San Román Isunza
- Guillermo Aguilar - Dr. Álvaro Reyes
- Maty Huitrón - Lidia
- Aarón Hernán - Matías
- Roberto Antúnez - Abel
- Dacia Arcaraz - Lolita
- Eugenio Cobo - Fernando Estévez
- Kuno Becker - David Rivera Quintana
- Javier Bibas
- Ofelia Guilmáin - Jovita
- Lucía Guilmáin - Laura
- Bárbara Gómez - Encarnación
- Juan Imperio
- Silvia Manríquez - Alma
- Paulina Martell - Maru Torres
- Maricruz Nájera - Rosario
- David Rencoret - Roberto Calderón
- Paula Rendón
- Fernando Robles - Manuel
- Héctor Sáez - Chiripas
- Oscar Traven - José Joaquín
- Ana de la Reguera - Beatriz
- Sagrario Baena
- Leonardo Mackey - Carlos
- Elizabeth Arciniega - Marisa
- Virginia Gimeno - Aurora
- Víctor Lozada - Benito
- Alberto Loztin - Samuel
- Claudia Ortega - Rosalba
- Georgina Pedret - Maricarmen
- Thelma Dorantes - Sara
- Sylvia Suárez - Hilda
- Carlos Águila
- Francisco Gattorno
- Aracely Arámbula
- Maristel Molina
- Guillermo Herrera
- Jacqueline Andere - Ella misma
- Pilar Pellicer - Ella misma
- María Rubio - Ella misma
- Alicia del Lago
- Miguel Serros

## Equipo de producción
- Historia: Liliana Abud, Carmen Daniels, Jorge Lozano Soriano
- Inspirada en una historia de: Caridad Bravo Adams, Luis Moreno
- Edición literaria: Tere Medina
- Música original y tema: Jorge Avendaño
- Tema de entrada: Desencuentro
- Intérprete: Daniela Castro
- Escenografía: Isabel Chazaro, Miguel Ángel Medina
- Ambientación: Rafael Brizuela, Antonio Martínez
- Diseño de imagen: Mike Salas
- Editores: Marcelino Gómez, Roberto Nino
- Gerente de producción: Abraham Quintero
- Coordinación general de production: Guadalupe Cuevas
- Director adjunto: Carlos Guerra
- Productor asociado: Luis Miguel Barona
- Dirección: Claudio Reyes Rubio
- Productor: Ernesto Alonso

### Premios ACE New York 1999
| Categoría                              | Persona           | Resultado |
| -------------------------------------- | ----------------- | --------- |
| Figura Internacional Masculina del Año | Ernesto Laguardia | Ganador   |

### Premios Bravo
| Año  | Categoría                | Persona     | Resultado |
| ---- | ------------------------ | ----------- | --------- |
| 1999 | Mejor Estelar Antagónico | Juan Peláez | Ganador   |

## Retransmisión
El 27 de agosto de 2001 fue retransmitida a través del canal TLNovelas en sustitución de María Isabel y su final ocurrió el 7 de diciembre del mismo año, siendo reemplazada al igual que en su emisión original por Vivo por Elena.
Posteriormente, el 7 de enero de 2008 volvió a ser retransmitida a través del canal TLNovelas tras ser la sustitución de La otra y su final ocurrió el 18 de abril de 2008 tras ser reemplazada por Las vías del amor.

## Otras versiones
Desencuentro está basada en la telenovela El enemigo de la cual ya se realizaron otras dos versiones.
- El enemigo producida en 1961 y protagonizada por Luz María Aguilar y Augusto Benedico.
- El enemigo producida en 1979 y protagonizada por Daniela Romo y Jorge Vargas.